# Provincia de Lima
La provincia de Lima, también denominada Lima Metropolitana, es una provincia de la República del Perú, situada en el centro oeste del departamento de Lima, en la costa central del Perú. Limita al norte, con la provincia de Huaral; al este, con las provincias de Canta y Huarochirí; al sur, con la provincia de Cañete; y al oeste, con el océano Pacífico y la provincia constitucional del Callao.
Es una provincia de régimen especial, sede de la capital y mayor área metropolitana del país. La Municipalidad Metropolitana de Lima (municipalidad provincial) tiene competencias propias de Gobierno local y Gobierno regional. Por ley, se encuentra excluida de formar parte de otro departamento o región político-administrativa.

## Historia
La provincia de Lima fue creada en 1821, poco después de la declaración de independencia del Perú, por el General José de San Martín. Esta creación se dio en el contexto de la organización territorial del país en departamentos, provincias, distritos y parroquias. Así, la provincia formaba parte del departamento de Lima, que abarcaba los territorios de los actuales departamentos de Lima, e Ica. Además, de las actuales provincias de Casma, Huarmey y Santa, las cuales formarían luego, junto con el norte de Lima, el efímero Departamento de la Costa, re anexado a Lima en 1823. 
Con el transcurrir del tiempo, el territorio se siguió subdividiendo quedando la provincia aún hacia los años 1980, dentro de la jurisdicción departamental. Sin embargo, desde aquella época, se fue previendo la necesidad de separarla del departamento por la gran inmigración que comenzó hacia 1950. Esta decisión se tomó recién en 2002, al cambiar al sistema regional, delegando las funciones regionales a la Municipalidad Metropolitana de Lima y eventualmente convirtiéndose en una provincia de régimen especial, de igual manera que la provincia constitucional del Callao.

## Geografía
La provincia de Lima abarca un territorio mayormente costeño, con algunas entradas a las estribaciones andinas de la sierra central. La cruzan, nombrados de norte a sur, los ríos Chillón, Rímac y Lurín. La provincia de Lima tiene una extensión de 2,664.67 km² . 
Debido al avance descontrolado del crecimiento urbano, la provincia ha ido reduciendo sus áreas rurales drásticamente, sobre todo en la segunda mitad del siglo XX, convirtiéndose finalmente en una ciudad-provincia. No obstante, conserva importantes áreas agrícolas que compiten entre la urbe y el desierto, así como áreas naturales protegidas como la zona reservada Lomas de Ancón o los Pantanos de Villa.

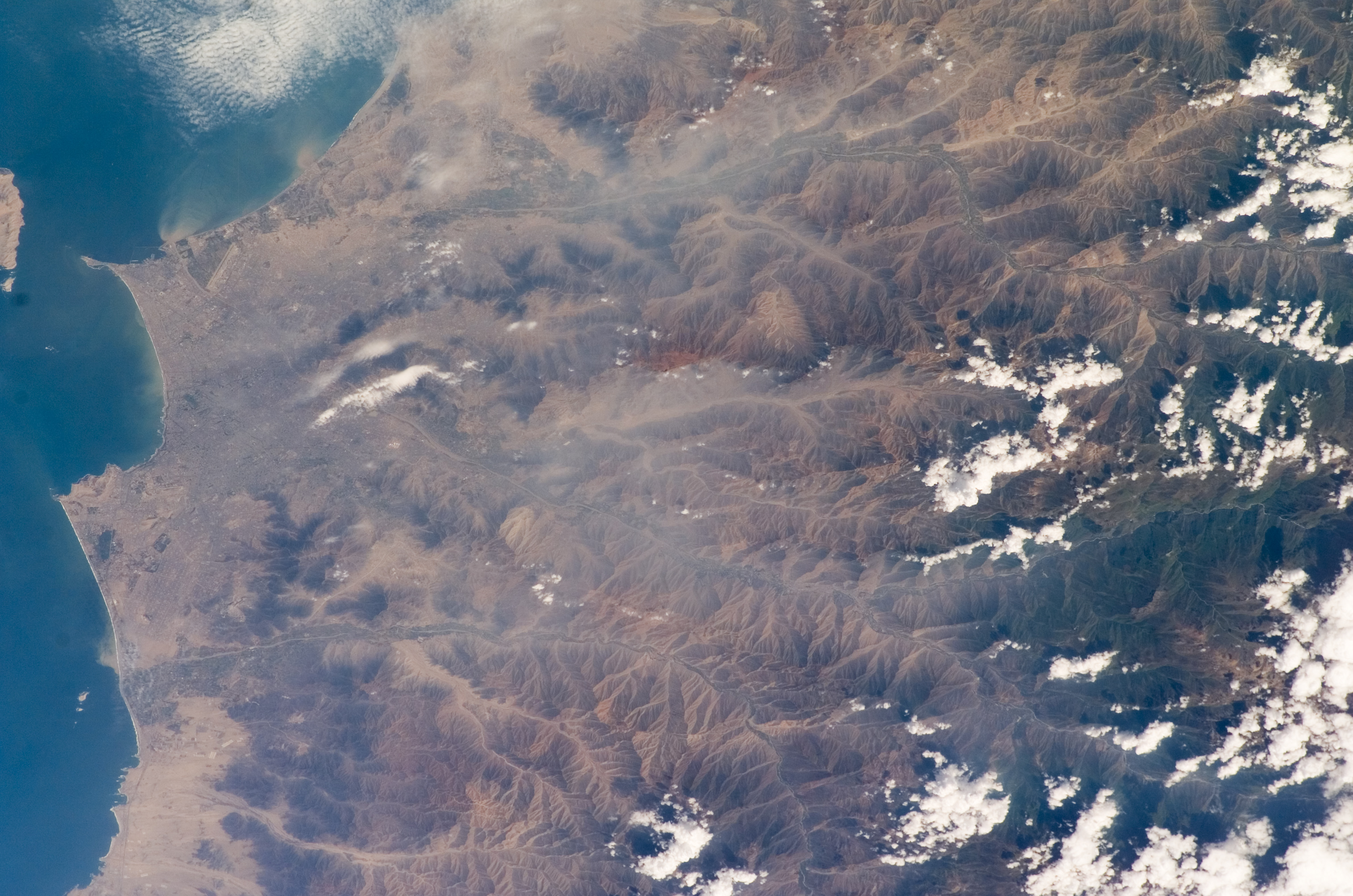
Imagen satelital de la provincia de Lima.

## Conflictos limítrofes
La provincia de Lima presenta conflictos limítrofes con las provincias de Huarochirí y Canta, y la provincia constitucional del Callao. Al corresponder a un diferendo provincial, está a la espera de ser totalmente definido por la Municipalidad Metropolitana de Lima, la Presidencia del Consejo de Ministros y el Congreso de la República.
- Lima - Callao: Son 11 kilómetros lineales de imprecisión entre ambas provincias, e involucran a los distritos limeños de Lima, San Martín de Porres y San Miguel, con los distritos chalacos del Callao, Bellavista y La Perla.[7]
- Lima - Huarochirí: Son 5 kilómetros lineales de imprecisión entre ambas provincias, e involucran a los distritos limeños de San Juan de Lurigancho y Lurigancho-Chosica, con el distrito huarochirano de San Antonio de Chaclla.[8][9]
- Lima - Canta: Son 8 kilómetros lineales de imprecisión entre ambas provincias, e involucran a los distritos limeños de Carabayllo y Ancón, con los distritos canteños de Huamantanga y Santa Rosa de Quives.[5]

## Política
La Municipalidad Metropolitana de Lima es el órgano que cumple al mismo tiempo las funciones de municipalidad y de gobierno regional en la provincia. Su órgano de gobierno es el Consejo Metropolitano, el cual está conformado por la alcaldía de Lima y la asamblea metropolitana formada por la reunión de todos los regidores metropolitanos.
Asimismo, la municipalidad tiene órganos de asesoramiento que ayudan al Consejo Metropolitano para la toma de decisiones de gobierno. Adicionalmente, se encuentran las Direcciones Municipales que son los órganos de base y ejecución de las políticas adoptadas por el consejo.
Finalmente, la municipalidad metropolitana tiene varias empresas municipales que brindan distintos servicios a favor de la comunidad.

## Demografía
Según el censo del 2017, la provincia de Lima tiene 8,5 millones de habitantes, cantidad que representaría el 28,5 % de la población nacional estimada. No confundir con Lima Metropolitana, que es la conurbación de las provincias de Lima y Callao.
Según las estimaciones al 2023, la población de la provincia de Lima se distribuye por grupos de edad de la siguiente manera:
- 0 - 11 años: 1 762 056
- 12 - 17 años: 928 657
- 18 - 29 años: 1 958 547
- 30 - 59 años: 4 192 270
- 60 años a más: 1 337 280

## División administrativa
La provincia de Lima está conformada por cuarenta y tres distritos. La lista completa es la siguiente:
| 150102 | Ancón                   | 299.22 | 62 928    | 94 972    |                                                                                               |
| 150103 | Ate                     | 77.72  | 599 116   | 717 784   | 101 107 201 204 209                                                                           |
| 150104 | Barranco                | 3.33   | 34 378    | 36 378    | 301                                                                                           |
| 150105 | Breña                   | 3.22   | 85 315    | 99 266    | 404                                                                                           |
| 150106 | Carabayllo              | 346.89 | 333 039   | 431 555   | AN-03 AN-09 AN-10 AN-11 AN-19                                                                 |
| 150107 | Chaclacayo              | 39.50  | 42 912    | 45 271    |                                                                                               |
| 150108 | Chorrillos              | 38.94  | 314 241   | 373 550   | AS-02 AS-04 AS-07 AS-08                                                                       |
| 150109 | Cieneguilla             | 240.33 | 34 684    | 43 119    | 204                                                                                           |
| 150110 | Comas                   | 48.75  | 520 450   | 599 326   | AN-03 AN-04 AN-06 AN-07 AN-08 AN-09 AN-10 AN-11 AN-12 AN-19                                   |
| 150111 | El Agustino             | 12.54  | 198 862   | 231 524   | 101 107                                                                                       |
| 150112 | Independencia           | 14.56  | 211 360   | 229 142   | AN-01 AN-02 AN-03 AN-05 AN-06 AN-07 AN-08 AN-10 AN-12 AN-13 AN-14 AN-15 AN-16 AN-17 AN-18 101 |
| 150113 | Jesús María             | 4.57   | 75 359    | 90 682    | 201 204 206 209 336 404                                                                       |
| 150114 | La Molina               | 65.75  | 140 679   | 167 439   | 101 107 201 204 206 209                                                                       |
| 150115 | La Victoria             | 8.74   | 173 630   | 188 899   | 201 204 206 209 404 405 406                                                                   |
| 150101 | Lima                    | 21.98  | 268 352   | 268 044   | 101 107 301 303 305 336 206 209 404 405 406 412                                               |
| 150116 | Lince                   | 3.03   | 54 711    | 62 062    | 301 303 305 336 405                                                                           |
| 150117 | Los Olivos              | 18.25  | 325 884   | 365 770   | AN-02 AN-03 AN-12 AN-13 AN-14 AN-15 AN-16 AN-17 AN-18 101 107                                 |
| 150118 | Lurigancho-Chosica      | 236.47 | 240 814   | 310 087   |                                                                                               |
| 150119 | Lurín                   | 181.12 | 89 195    | 115 412   | 101                                                                                           |
| 150120 | Magdalena del Mar       | 3.61   | 60 290    | 72 213    | 201 204 206 209 404                                                                           |
| 150121 | Miraflores              | 9.62   | 99 337    | 114 830   | 301 303 305 336                                                                               |
| 150123 | Pachacámac              | 160.23 | 110 071   | 156 561   | 204                                                                                           |
| 150124 | Pucusana                | 37.83  | 14 891    | 19 315    |                                                                                               |
| 150121 | Pueblo Libre            | 4.38   | 83 323    | 98 553    | 201 204 206 209 404                                                                           |
| 150125 | Puente Piedra           | 71.18  | 329 675   | 417 134   | AN-10 AN-12 AN-13                                                                             |
| 150126 | Punta Hermosa           | 119.50 | 15 874    | 23 903    |                                                                                               |
| 150127 | Punta Negra             | 130.50 | 7074      | 9 379     |                                                                                               |
| 150128 | Rímac                   | 11.87  | 174 785   | 184 114   | 301 303 305 336 370 371 404 405 406 412                                                       |
| 150129 | San Bartolo             | 45.01  | 7482      | 10 217    |                                                                                               |
| 150130 | San Borja               | 9.96   | 113 247   | 131 658   | 101 201 204 206 209                                                                           |
| 150131 | San Isidro              | 11.10  | 60 375    | 73 034    | 301 303 305 336 201 204 206 209 405                                                           |
| 150132 | San Juan de Lurigancho  | 131.25 | 1 038 495 | 1 269 361 | 101 107 303 404 405 406 412                                                                   |
| 150133 | San Juan de Miraflores  | 23.98  | 355 219   | 428 766   | AS-07 101                                                                                     |
| 150134 | San Luis                | 3.49   | 52 082    | 61 010    |                                                                                               |
| 150135 | San Martín de Porres    | 36.91  | 654 083   | 794 838   | AN-02 AN-14 AN-15 AN-16 AN-17 AN-18 101 107                                                   |
| 150136 | San Miguel              | 10.72  | 155 384   | 183 091   | 201 204 206 209                                                                               |
| 150137 | Santa Anita             | 10.69  | 196 214   | 236 435   | 101 107                                                                                       |
| 150138 | Santa María del Mar     | 9.81   | 999       | 1 511     |                                                                                               |
| 150139 | Santa Rosa              | 21.50  | 27 863    | 43 685    |                                                                                               |
| 150140 | Santiago de Surco       | 52.00  | 329 152   | 423 958   | AS-08 101 107 201 204 206 209                                                                 |
| 150141 | Surquillo               | 4.49   | 91 023    | 103 241   |                                                                                               |
| 150142 | Villa El Salvador       | 35.46  | 393 254   | 441 481   | AS-04 101                                                                                     |
| 150143 | Villa María del Triunfo | 70.57  | 198 862   | 476 875   |                                                                                               |

### Centro poblado menor
Es una instancia administrativa aprobada por Resolución del Concejo Provincial con conocimiento del concejo distrital correspondiente. Ejercen competencia en el territorio asignado por el consejo provincial en las funciones que se le delega. No cuentan con naturaleza política administrativa.
La provincia cuenta con un solo centro poblado menor en su interior, Santa María de Huachipa. Se localiza en el extremo oeste del distrito de Lurigancho-Chosica, colindante con los distritos de Ate, El Agustino y San Juan de Lurigancho.

### Turismo
Por ser la capital del Perú, el turismo siempre ha estado ligado a sus temas culturales y monumentales: la Plaza Mayor, la Catedral, las Catacumbas de San Francisco, el Museo de La Inquisición, la Plaza de Acho, la zona arqueológica de Pachacámac y el Puente de los Suspiros de Barranco como centro de la vida bohemia limeña.
Poco a poco, se van consolidando nuevos espacios como el Zoológico de Huachipa, el Parque de las Leyendas, el Parque de la Muralla y el Parque de la Reserva, las playas de la llamada "Costa Verde", que abarcan desde el distrito de Chorrillos en la playa La Herradura hasta el distrito de La Punta en el Callao, también al sur en los balnearios de los distritos de Pucusana, Punta Negra, San Bartolo, etc.
Recientemente, el turismo rural de naturaleza y aventura empiezan a ganar terreno, como lo describe el investigador limeño, Daniel López M.: Las lomas de Mangomarca, del Rímac, de Villa María, de Pucará y de El Lúcumo con su circuito de cuevas y farallones; zonas arqueológicas de gran antigüedad como Caral, Manchay Bajo, Mina Perdida (con la metalurgia más antigua de América) que describe este autor; también las zonas de Huaycán, de Puruchuco, de Tambo Inga y Pampa Flores, entre otras; los Humedales de Villa (también conocidos Pantanos de Villa), las campiñas del llamado Valle Verde en Pachacámac y Cieneguilla. Además, existe una gran profusión de centros de recreación y restaurantes campestres en los valles del Rímac (Chaclacayo y Chosica), Lurín (Pachacámac, Lurín y Cieneguilla) y en el valle del Chillón.
Su vida cultural y su gastronomía hacen cada vez más llamativo el turismo propio a la metrópoli limeña, generando un flujo turístico propio que se diferencia o complementa con el turismo nacional.